# کوه جن
کوه جن در نزدیکی روستای محمدآباد کوره‌گز از توابع شهرستان خور و بیابانک در شمال شرقی استان اصفهان و در همسایگی جنوبی استان سمنان واقع شده‌است. این کوه در قلب دشت کویر قرار دارد، و قلهٔ آن دیدی وسیع به کویر دارد. موقعیت کوه و جهت وزش باد به گونه‌ای است، که شنهای روان از پای کوه تا قلهٔ آن رمیده شده‌اند، و محل مناسبی برای پیاده‌روی روی شن‌ها و کوهنوردی توأمان ایجاد کرده‌اند.